# Vendoeuvres
Vendoeuvres är en kommun i departementet Indre i regionen Centre-Val de Loire i de centrala delarna av Frankrike. Kommunen ligger i kantonen Buzançais som tillhör arrondissementet Châteauroux. År 2022 hade Vendoeuvres 1 094 invånare.

## Befolkningsutveckling
Antalet invånare i kommunen Vendoeuvres
Referens:INSEE